# Olaus Kellermann
Olaus Christian Kellermann (* 27. Mai 1805 in Kopenhagen; † 4. September 1837 in Rom) war ein deutsch-dänischer klassischer Philologe und Epigraphiker.

## Leben

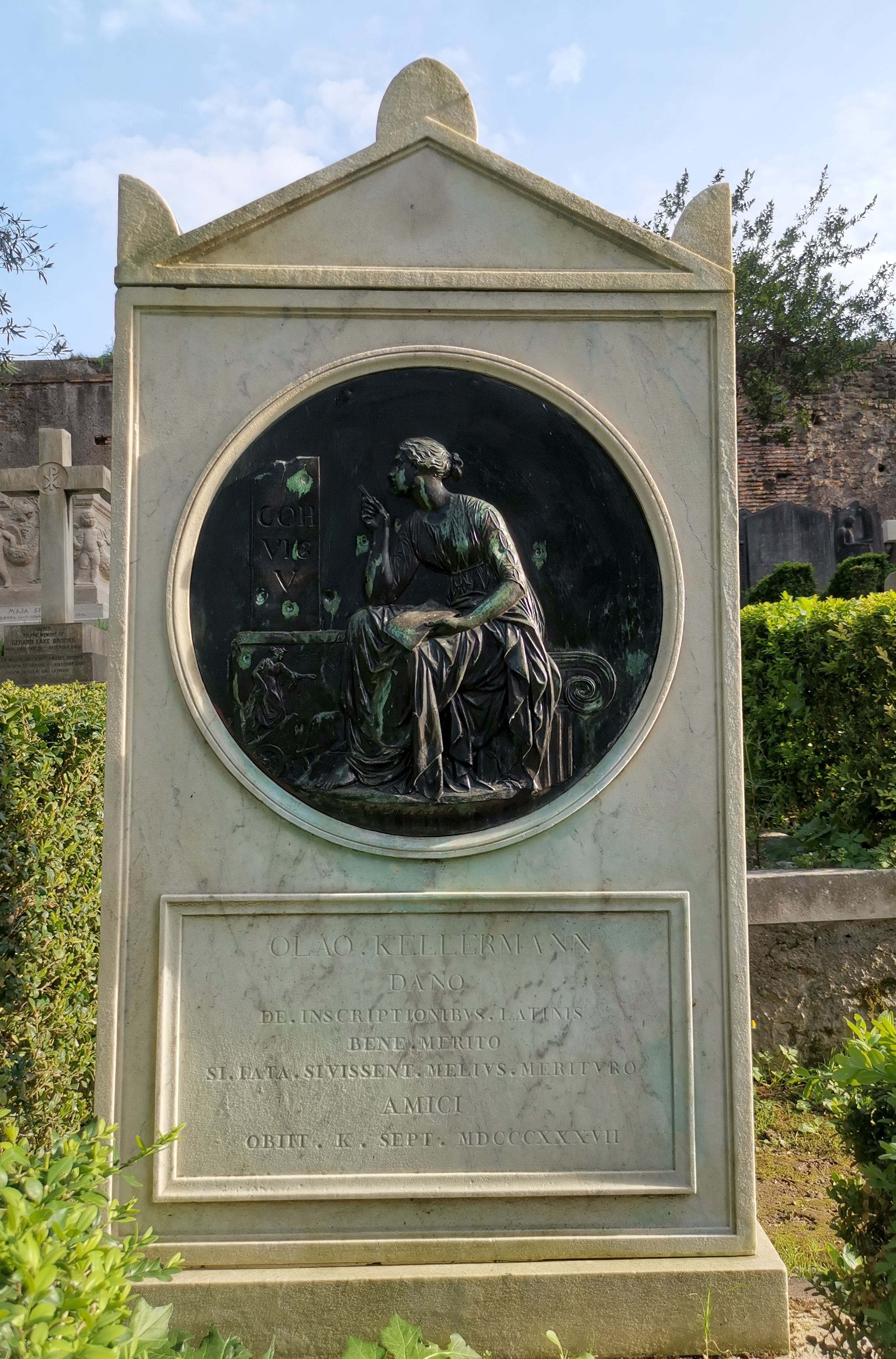
Grab auf dem Protestantischen Friedhof Rom

Kellermanns Eltern waren Peter Johann Wilhelm Kellermann und seine Ehefrau Marie Magdalene, geb. Broager. Der Vater war Chef des Finanzkollegiums und später Amtsschreiber zu Neumünster. Olaus Kellermann besuchte ab 1819 die Borgerdydskole in Kopenhagen, ab 1820 die Plöner Gelehrtenschule im Schloss Plön und später nochmals die Borgerdydskole.
Er studierte Klassische Philologie in Kopenhagen, bei Nitzsch in Kiel und bei Thiersch in München. Seit 1827 war er Mitglied des Corps Holsatia.
Mit der Dissertation De re militari Arcadum promovierte er zum Dr. phil. Ab 1831 arbeitete er in Rom als Stipendiat im 1828 begründeten Instituto di Correspondenza archeologica, aus dem das Reichsinstitut und später das Deutsche Archäologische Institut hervorgingen. 1832 wurde er Sekretär des Instituts und eine Zeitlang Schriftleiter des monatlich erscheinenden Bulletino. Er veröffentlichte etruskische und vor allem lateinische Inschriften, für die er neue Weisen des Sammelns und Forschens aufzeigte. Er verfocht die Herausgabe eines Corpus Inscriptionum Latinarum, das erst durch Theodor Mommsen verwirklicht wurde.
Am 1. September 1837 verstarb er mit 32 Jahren an der Cholera im Evangelischen Krankenhaus Rom auf dem Kapitol. Er wurde auf dem Protestantischen Friedhof Rom begraben (Grabnummer 1-12-6). Das Bronzemedaillon schuf der Bildhauer Julius Troschel.
Sein in Rom aufbewahrter Nachlass wurde 1839 durch Vermittlung der Preußischen Akademie der Wissenschaften dem Philologen Otto Jahn zur Sichtung und Publikation übergeben.